# Sosibia solida
Sosibia solida är en insektsart som beskrevs av Ludwig Redtenbacher 1908. Sosibia solida ingår i släktet Sosibia och familjen Diapheromeridae. Inga underarter finns listade i Catalogue of Life.